# Khūtār
Khūtār är en ort i Indien.   Den ligger i distriktet Shāhjahānpur och delstaten Uttar Pradesh, i den norra delen av landet, 300 km öster om huvudstaden New Delhi. Khūtār ligger 167 meter över havet och antalet invånare är 15 618.
Terrängen runt Khūtār är mycket platt. Runt Khūtār är det tätbefolkat, med 383 invånare per kvadratkilometer. Khūtār är det största samhället i trakten. I omgivningarna runt Khūtār växer i huvudsak blandskog.